# New Jersey Saints
New Jersey Saints – zawodowa drużyna lacrosse, która grała w National Lacrosse League w sezonach 1987 i 1988. Drużyna miała swoją siedzibę w East Rutherford w Stanach Zjednoczonych. Rozgrywali swoje mecze na Continental Airlines Arena. Drużyna w sezonie 1989 przeprowadziła się na Long Island i zmieniła nazwę na New York Saints.

## Osiągnięcia
- Champion’s Cup: 1988
- Mistrzostwo dywizji: 1987

## Wyniki
W-P Wygrane-Przegrane, Dom-Mecze w domu W-P, Wyjazd-Mecze na wyjeździe W-P, GZ-Gole zdobyte, GS-Gole stracone
| Sezon | W-P  | Dom | Wyjazd | GZ  | GS  |
| ----- | ---- | --- | ------ | --- | --- |
| 1987  | 5-1  | 3-0 | 2-1    | 88  | 75  |
| 1988  | 5-3  | 3-1 | 2-2    | 127 | 112 |
| Razem | 10-4 | 6-1 | 4-3    | 215 | 187 |